# Кораблик говорит
«Кораблик говорит» (лат. Dedicatio Phaseli) — условное название стихотворения римского поэта Гая Валерия Катулла, включённого в состав посмертного сборника («Книги Катулла Веронского») под номером 4. Оно было написано после возвращения поэта из Вифинии в его имение на озере Гарда. 
Чтобы отблагодарить богов за удачное путешествие, Катулл посвятил в местный храм изображение корабля, а посвятительную надпись пересказал стихами. Такие надписи традиционно писались от имени посвящаемого предмета, но некоторые антиковеды полагают, что стихотворение написано от лица автора или сторожа в храме, показывающих посетителям содержимое святилища. 